# Francesco Forlani
 (mai 2020).
Si vous disposez d'ouvrages ou d'articles de référence ou si vous connaissez des sites web de qualité traitant du thème abordé ici, merci de compléter l'article en donnant les références utiles à sa vérifiabilité et en les liant à la section « Notes et références ».
Pour les articles homonymes, voir Forlani.
Francesco Forlani, né le 19 février 1967 à Caserte (Campanie), est un écrivain italien.

## Biographie
Il a fréquenté le Liceo Scientifico Armando Diaz dans sa ville natale, puis s'est installé à Naples, où il est resté pendant trois ans comme étudiant du cours 1982-1985 de l'École militaire Nunziatella, ou il a étudié avec Ferdinando Scala, Antonio Mele, Marco Mattiucci, Valerio Gildoni et Antonio De Crescentiis. Il avait un lien fort avec l'école, à tel point que des années plus tard, il a raconté son expérience :

« À 15 ans, je voulais être journaliste, mais j'ai fini à Naples, à la Nunziatella, qui est la plus ancienne école militaire d'Italie. C'était un geste d'autoprotection. Là-dedans, nous étions tous des poissons hors de l'eau. Mais trois années d'internat en uniforme nous ont appris l'ABC de la vie : la loyauté, la fidélité à notre parole et la générosité »

— Francesco Forlani, Gian Luca Favetto, Don Quichotte, Sancho Panza et les nombreuses âmes de Francesco. La Repubblica, juillet 2015
Après avoir décidé de ne pas poursuivre une carrière militaire, il s'inscrit à la faculté de philosophie de l'université de Naples - Frédéric-II, où il obtient son diplôme en 1991. Par la suite, il s'est installé à Paris, où il s'est engagé dans la vie littéraire et intellectuelle, travaillant simultanément comme professeur de philosophie et d'italien. Entre 1995 et 2000, il a été directeur artistique de la revue Paso doble.
De retour en Italie, entre 2004 et 2012, il a été directeur du magazine Sud qui a connu une renaissance. Visant à faire revivre la splendeur de la première publication du même nom, le magazine a paru en quinze numéros (avec quelques articles publiés dans Nazione Indiana) avant d'épuiser son deuxième cycle. Sous la direction de Forlani a travaillé dans le comité de rédaction Antonio Ghirelli, (déjà dans le premier Sud), et le designer napolitain Marco De Luca. Parmi les noms prestigieux accueillis par le magazine figurent Sylvano Bussotti, Ennio Cavalli, Aldo Clementi, Biagio Cepollaro, Alain Daniélou, Erri De Luca, Petr Král, Milan Kundera, Jean-Claude Izzo, Silvio Perrella, Felice Piemontese, Roberto Saviano, Domenico Scarpa, Wu Ming. Parallèlement, il devient membre du comité de rédaction de "Nazione Indiana".
En 2011, il a publié le roman Chiunque cerca chiunque (Chacun cherche quiconque) dans une édition limitée à 200 exemplaires. Le livre est la phase finale d'un voyage littéraire original, qui a commencé par une publication en série sur Facebook, puis s'est transformé en un voyage de livraison de visu d'exemplaires personnalisés à chacun des lecteurs. Le livre rassemble des épisodes de son expérience parisienne, et est devenu un petit cas littéraire, attirant l'attention de la presse.
En 2013, il a publié pour les éditions de Laterza Parigi, senza passare dal via (Paris, sans passer du départ), dans lequel il a repris le thème des déplacements urbains dans un Paris dont les rues sont entrelacées, entre l'inattendu et les probabilités, comme des places de Monopoly. La même année, il a également participé, avec onze autres auteurs, dont Michela Murgia, Cristiano Cavina, Giuseppe Culicchia, Valerio Aiolli, Mariolina Venezia, Roberto Perrone, Enrico Remmert et Carlo D'Amicis, à la rédaction de "Racconti in bottiglia" (Nouvelles dans la bouteille) pour Rizzoli-Corriere della Sera,. L'année suivante sort Rosso Maniero (Le Chateau Rouge), une mini-roman inspiré et dédié à la période passée comme étudiant de la Nunziatella. En 2015, le "Manifesto del communista dandy" (Manifeste du communiste dandy) est publié pour les types de Miraggi Edizioni et homonyme d'un livre précédent de 2007. Il s'agit de l'anatomie amusée et parfois hallucinée d'une figure imaginaire et chimérique, à cheval entre la gauche du peuple et l'élégance décadente.

## Œuvres
- 2020 Par de-là la forêt  (Roman) éditions Léo Scheer Paris (en langue française)
- 2019- Penultimi (poèmes et proses) éditions Miraggi, Torino
- 2017- Peli (pamphlet) éditions Fefé, Roma
- 2015- Manifesto del comunista dandy (pamphlet), éditions Miraggi, Torino
- 2013 : Parigi, senza passare dal via (roman), éditions Laterza, Bari
- 2012 : Il Peso del Ciao (poèmes), éditions Arcolaio, Forlì, - Prix Montale fuori di casa
- 2012 : Turning Doors (roman autour de Eugenio Montale), éditions Quinta di copertina, Genova
- 2009 : Autoreverse (roman autour de Cesare Pavese), éditions Ancora del Mediterraneo, Napoli- Prix John Fante, finalista libro dell’anno Fahrenheit Radio 3
- 2008 : Manifeste du communiste dandy, éditions La Chambre verte, Roma
- 2002 : Métromorphoses (récits), éditions Philippe Nicolas, Paris (en langue française)
- 1990 : Posti a sedere per la Primavera (roman), éditions Pleiadi, Napoli

### Traductions du français en italien
- Dominique De Roux, Immédiatement. (ed Miraggi 2019)
- Jean-Claude Michéa, L'enseignement de l'ignorance, (Metauro 2001) (avec Alessandra Mosca)